# Synaptics
Synaptics è un'azienda che sviluppa soluzioni di interfacciamento umano per aziende di elettronica quali Apple, ASUS, Dell, HP, LG, Logitech, Nokia, Samsung, Sony, Sony Ericsson, Toshiba e altre ancora. La produzione si concentra soprattutto su componenti hardware come touchpad e touch screen, utilizzati per le più svariate funzioni e applicazioni su personal computer, notebook e smartphone. Fu fondata da Federico Faggin.

## Tecnologia
I prodotti sviluppati dalla Synaptics sfruttano la variazione di capacità elettrica causata dalla prossimità di uno o più dita nel punto dove vengono toccati. È il sistema utilizzato anche nello schermo capacitivo.